# 阿拉斯加州安克拉治聖殿
阿拉斯加安克拉治聖殿（Anchorage Alaska Temple）是耶穌基督後期聖徒教會的第54座聖殿，服務阿拉斯加州和育空領地的耶穌基督後期聖徒教會教徒。1997年，耶穌基督後期聖徒教會宣布將在安克拉治修建聖殿。1999年1月9日，聖殿舉行了風險儀式。最近安克拉治聖殿進行了擴建，現在阿拉斯加安克拉治聖殿的總建築面積是11,937平方英尺（1,109.0平方）。

## 外部連結
- 维基共享资源上的相關多媒體資源：阿拉斯加州安克拉治聖殿
- Official Anchorage Alaska Temple page （页面存档备份，存于）
- Anchorage Alaska Temple page